# ایر نیامی
ایر نیامی (به انگلیسی: Air Niamey) یک شرکت هواپیمایی با کد یاتا A7 است که در ۲۰۰۷ میلادی تأسیس شده‌است. دفتر مرکزی ایر نیامی در نیامی، نیجر واقع شده‌است و قطب این شرکت هواپیمایی در فرودگاه بین‌المللی دایوری هامانی قرار دارد.